# Hamaoka, Shizuoka
Hamaoka (浜岡町 Hamaoka-chō) là thị trấn cũ thuộc huyện Ogasa, tỉnh Shizuoka, Nhật Bản.